# 小行星3751
小行星3751（英語：3751 Kiang）是一颗围绕太阳公转的小行星。1983年7月10日，愛德華·鮑威爾在可可尼诺县发现了此天体。
这颗小行星的绝对星等为18.88917等。
以爱尔兰籍华裔天文学家江涛的姓命名。